# Betty Monroe
Beatríz Monroe Alarcón (Guadalajara, Jalisco; 4 de março de 1978) é uma atriz mexicana.

## Biografia
Estreou como atriz em 1991, na peça de teatro Vaselina.
Em 1996 ganhou um concurso de beleza na Cidade do México.
Estreou na televisão em 1998, na novela Tres veces Sofía, produção da TV Azteca. No canal, a atriz participou de outras novelas como Perla, El amor no es como lo pintan, Como en el cine e La hija del jardinero.
Em 2007 interpreta sua primeira vilã na novela Bellezas indomables.
Em 2011 interpretou mais uma antagonista na novela Cielo rojo. A atriz entrou na metade da trama. 
Em 2012 antagoniza a novela La mujer de Judas. 
Em dezembro de 2015, a atriz foi confirmada como protagonista da novela Sueño de amor, da Televisa. 
Em 2017 interpreta uma das protagonistas na novela Muy padres, da Imagen Televisión. 

## Carreira

### Telenovelas
| Telenovela                   | Personagem                           | Ano  |
| ---------------------------- | ------------------------------------ | ---- |
| Muy padres                   | Margarita Rivapalacio                | 2017 |
| Sueño de amor                | Esperanza Guerrero                   | 2016 |
| Un escenario para amar       | Zoila Lezama                         | 2015 |
| Las Bravo                    | Candela Millán                       | 2014 |
| Corazón en condominio        | Jessica                              | 2013 |
| La mujer de Judas            | Galilea Del Toro Batista             | 2012 |
| Cielo rojo                   | Sofía Márquez de Molina              | 2011 |
| Bellezas indomables          | Berenice Díaz Ojeda Vda. de Urquillo | 2007 |
| La hija del jardinero        | Andreína Torres                      | 2003 |
| Como en el cine              | Rubí "Ángela" de Billetes            | 2001 |
| El amor no es como lo pintan | Marisela Aguilera                    | 2000 |
| Perla                        | -                                    | 1998 |
| Tres veces Sofía             | Secretaria                           | 1998 |

### Programas de TV
- Cada mañana (2002) com Luz Blanchet e Francisco de la O
- Tempranito com Anette Michel, Fran Meric, Aylín Mujica e Daniel Bisogno